# 圆驼蝶螺
圆驼蝶螺（学名：Cavolinia globulosa）是翼足目真帶殼亞目驼蝶螺科驼蝶螺属的一個腹足纲軟體動物物种。

## 分佈
本物種見於台灣海峽東 、西兩岸，包括位處其中的綠島，也見於中國大陸的東、南中國海海域及南韓。
常栖息在浅海沙底。